# Reginald Rose
Reginald Rose (10. prosince 1920 – 19. dubna 2002), byl americký scenárista a dramatik. V roce 1938 začal po dokončení svého studia na City College v New Yorku pracovat jako reklamní textař. V letech 1942 až 1946 sloužil jako voják v armádě, během druhé světové války to dotáhl až na poručíka. Od roku 1951 psal scénáře pro televizi a dramata. Jeho nejznámějším dílem je justiční drama „Dvanáct rozhněvaných mužů“. Vytvořil též scénář k lékařskému dramatu „Není to můj život?“ Za svou práci obdržel několikero ocenění, mezi jinými i několik cen Emmy.

## Dílo
- Dvanáct rozhněvaných mužů - 1958, hra, původně realizována jako film. Hra ukazuje dvanáct porotců, kteří mají rozhodovat o vině v hrdelní při. Jeden z nich není o vině přesvědčen a nakonec přesvědčí ostatní o nevině tohoto člověka. (ve filmu hrál mj. Jiří Voskovec)